# Chủ nghĩa toàn trị
Chủ nghĩa toàn trị (tiếng Anh: totalitarianism) là một chế độ chính trị trong đó nhà nước áp đặt chế độ chuyên chế (authoritarian regime) và ý thức hệ của chính quyền lên tất cả mọi hoạt động cá nhân và công cộng trên mọi lĩnh vực bằng các chính sách áp chế mạnh mẽ cả về vật chất lẫn tinh thần, ý thức, tâm linh...
Những học giả có ảnh hưởng nhất về chủ nghĩa toàn trị, như Karl Popper, Hannah Arendt, Carl Friedrich, Zbigniew Brzezinski, và Juan Linz mỗi người có cách mô tả hơi khác nhau. Điểm chung của các định nghĩa là nhà nước cố gắng động viên toàn thể dân chúng trong việc hỗ trợ mục tiêu hoặc hệ tư tưởng của nhà nước và sự không khoan nhượng đối với những hoạt động chống lại mục tiêu đó, hoặc là sự kiểm soát toàn diện các cơ quan quyền lực nhà nước (lập pháp, hành pháp, tư pháp, công an, quân đội...); đồng thời nhà nước điều khiển các tổ chức quần chúng như công đoàn, các cơ quan truyền thông đại chúng, các cơ sở học thuật, các cơ sở tôn giáo như nhà thờ, các tổ chức chính trị như là các đảng phái chính trị. Các chế độ toàn trị duy trì kiểm soát bằng các công cụ như cảnh sát mật, các biện pháp tuyên truyền qua các phương tiện truyền thông, các quy định và các hạn chế tự do ngôn luận, việc sử dụng sự giám sát bằng truyền thông và đôi khi sử dụng các chiến thuật khủng bố. Các quốc gia độc tài quân sự, quân chủ chuyên chế đều là các thể chế toàn trị theo cách định nghĩa này. Tuy nhiên, sự phân loại và xác định rõ ràng các chế độ này chỉ là tương đối, bởi tùy theo các giai đoạn khác nhau mà mỗi nhà nước sẽ thi hành các chính sách có mức độ toàn trị khác nhau (ví dụ như Anh, Pháp, Hoa Kỳ trong Thế chiến 2 cũng thi hành các chính sách toàn trị nhằm đảm bảo an ninh quốc gia trong chiến tranh).
Chủ nghĩa phát xít mà điển hình là chủ nghĩa quốc xã được xem là kiểu chủ nghĩa toàn trị tuyệt đối.